# Calendário Romano Geral

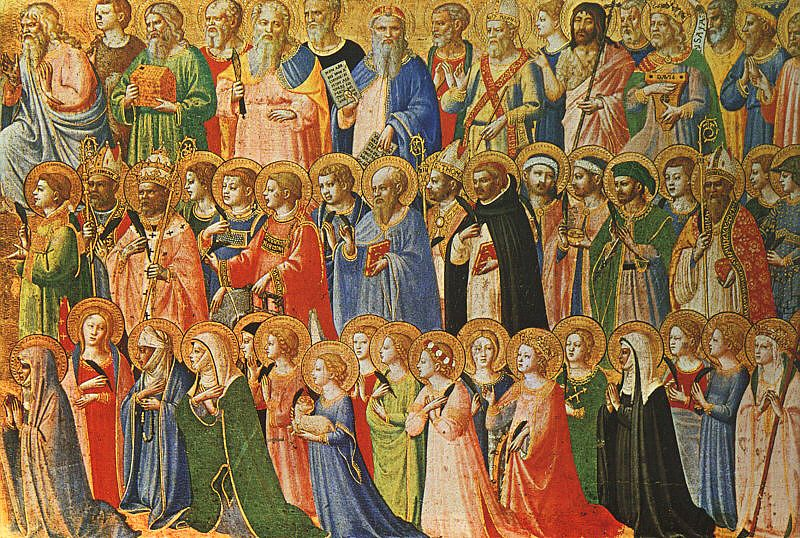
Os Precursores de Cristo com Santos e Mártires (de Fra Angelico)

O Calendário Romano Geral indica a celebração litúrgica assinada a cada dia do ano na Santa Missa e na Liturgia das Horas do rito romano, a menos que num determinado lugar o respetivo Calendário particular, baseado no romano geral, tenha introduzido uma variação.
Os calendários indicam também a classificação das celebrações: solenidade, festa ou memória. Algumas das memórias litúrgicas são meramente facultativas.
As relativas normas, estabelecidas pelo motu proprio Mysterii paschalis do 14 de fevereiro de 1969, são indicadas no Missal Romano e no livro da Liturgia das Horas.
A forma que tinha o Calendário Romano Geral depois da revisão operada por este motu proprio é indicada no livro Calendarium Romanum publicado pela Santa Sé em 1969. A forma do ano 2002 mostra-se na edição de esse ano do Missal Romano.

## Diversos ciclos
O Calendário Romano Geral combina três ciclos de celebrações:
1. O ciclo de datas fixas: a maior parte das celebrações dos santos caem sempre na mesma data do calendário civil;
2. O ciclo semanal: algumas celebrações são ligadas a um determinado dia da semana e por isso:não caem todos os anos na mesma data, por exemplo, a solenidade de Cristo Rei (o domingo que precede o dia 27 de novembro)
3. O ciclo pascoal: celebrações cujas datas variam de acordo com a data de Pascoa, isto é, as celebrações de Quaresma e do Tempo Pascal. Dado que se celebra a Pascoa sempre um domingo, este ciclo está estreitamente relacionado com o ciclo semanal: por exemplo, a solenidade da Santíssima Trindade, 56 dias após a Pascoa, cai sempre o domingo, e a do Sagrado Coração de Jesus, 68 dias após a Pascoa, sempre a sexta-feira.

É possível que no mesmo dia os diversos ciclos atribuem diversas celebrações.  Prefere-se então a celebração de mais alta classificação de acordo com Tabela dos dias litúrgicos disposta por ordem de preferência (Normas universais sobre o ano litúrgico e sobre o calendário, 53).

## Atual Calendário Romano Geral
Aqui mostram-se unicamente os santos incluídos no Calendário Romano Geral, sem dar também os dos calendários particulares (incluso os de nações inteiras) e os santos (muito mais numerosos) mencionados para cada dia no Martirológio Romano.
As celebrações sem indicação da classificação são memórias facultativas.

### Janeiro
- 01. Dia oitavo do Natal. Santa Maria, Mãe de Deus – solenidade
- 02. Santos Basilio Magno e Gregório de Nazianzo, bispos e doutores da Igreja – memória
- 03. Santíssimo Nome de Jesus
- 06 (ou, onde a Epifania não é dia de preceito, domingo após 1 de janeiro). Epifania do Senhor – solenidade
- 07. São Raimundo de Peñafort. presbítero
- 13. Santo Hilário, bispo e doutor da Igreja
- 17. Santo Antão, abade – memória
- 20. São Fabião, papa e mártir
- 20. São Sebastião, mártir
- 21. Santa Inês, virgem e mártir – memória
- 22. São Vicente, diácono e mártir
- 24. São Francisco de Sales, bispo e doutor da Igreja – memória
- 25. Conversão de São Paulo, apóstolo – festa
- 26. Santos Timóteo e Tito, bispos – memória
- 27. Santa Angela Merici, virgem
- 28. São Tomás de Aquino, presbítero e doutor da Igreja – memória
- 31. São João Bosco, presbítero – memória
- Domingo após 6 de janeiro (ou, se a Epifania celebra-se em 7 ou 8 de janeiro, na segunda-feira seguinte): Batismo do Senhor – festa

### Fevereiro
- 02.  Apresentação do Senhor – festa
- 03. São Brás, bispo e mártir
- 03. São Ansgário, bispo
- 05. Santa Águeda (ou Ágata), virgem e mártir – memória
- 06. Santos Paulo Miki e companheiros, mártires – memória
- 08. São Jerónimo Emiliano, presbítero
- 08. Santa Josefina Bakhita, virgem
- 10. Santa Escolástica, virgem – memória
- 11. Nossa Senhora de Lourdes.
- 14. Santos Cirilo, monge, e Metódio, bispo – memória
- 17. Santos Sete Fundadores da Ordem dos Servitas
- 21. São Pedro Damião, bispo e doutor da Igreja
- 22. Cátedra de São Pedro, apóstolo – festa
- 23. São Policarpo, bispo e mártir – memória
- 27. São Gregório de Narek, abade e doutor da Igreja

### Março
- 04. São Casimiro
- 07. Santas Perpétua e Felicidade, mártires – memória
- 08. São João de Deus, religiosos
- 09. Santa Francisca Romana, religiosa
- 17. São Patrício, bispo
- 18. São Cirilo de Jerusalém, bispo e doutor da Igreja
- 19. São José, esposo de la B.V.M. – solenidade
- 23. São Toríbio de Mongrovejo, bispo
- 25. Anunciação do Senhor – solenidade

### Abril
- 02. São Francisco de Paula, eremita
- 04. Santo Isidoro, bispo e doutor da Igreja
- 05. São Vicente Ferrer, presbítero
- 07. São João Batista de La Salle, presbítero – memória
- 11. Santo Estanislau, bispo e mártir – memória
- 13. São Martín I, papa e mártir
- 21. Santo Anselmo, bispo e doutor da Igreja
- 23. São Jorge, mártir
- 23. Santo Adalberto de Praga, bispo e mártir
- 24. São Fidel de Sigmaringa, presbítero e mártir
- 25. São Marcos, evangelista – festa
- 28. São Pedro Chanel, presbítero e mártir
- 28. São Luís Maria Grignion de Montfort, presbítero
- 29. Santa Catarina de Siena, virgem e doutor da Igreja – memória
- 30. São Pio V, papa

### Maio
- 01. São José Operário
- 02. Santo Atanasio, bispo e doutor da Igreja – memória
- 03. Santos Filipe e Tiago, apóstolos – festa
- 10. São João de Ávila, presbítero e doutor da Igreja
- 12. Santos Nereu e Aquileu, mártires
- 12. São Pancrácio, mártir
- 13. Nossa Senhora de Fátima
- 14. São Matias, apóstolo – festa
- 18. São João I, papa e mártir
- 20. São Bernardino de Siena, presbítero
- 21. Santos Cristóvão de Magalhães e companheiros, mártires
- 22. Santa Rita de Cássia
- 25. São Beda Venerável, presbítero e doutor da Igreja
- 25. São Gregório VII, papa
- 25. Santa Maria Madalena de Pazzi, virgem
- 26. São Filipe Néri, presbítero – memória
- 27. Santo Agostinho de Cantuária, bispo
- 29. São Paulo VI, papa
- 31. Visitação da bem-aventurada virgem Maria – festa
- Segunda-feira seguinte ao domingo de Pentecostes. Bem-aventurada Virgem Maria, Mãe da Igreja - memória
- Domingo seguinte ao de Pentecostes. Santíssima Trindade – solenidade
- Quinta-feira após a Santíssima Trindade. Corpus Christi – solenidade[4]

### Junho
- 01. São Justino, mártir – memória
- 02. Santos Marcelino e Pedro, mártires
- 03. Santos Carlos Lwanga e companheiros, mártires – memória
- 05. São Bonifácio, bispo e mártir – memória
- 06. São Norberto, obispo
- 09. São Efrém, diácono e doutor da Igreja
- 11 São Barnabé, apóstolo – memória
- 13. Santo António de Lisboa, presbítero e doutor da Igreja – memória
- 19. São Romualdo, abade
- 21. São Luís de Gonzaga, religioso – memória
- 22. São Paulino de Nola, bispo
- 22. Santos João Fisher, bispo e mártir, e Tomás Moro, mártir
- 24. Nascimento de João Batista – solenidade
- 27. São Cirilo de Alexandria, bispo e doutor da Igreja
- 28. Santo Ireneu, bispo e mártir – memória
- 29. Santos Pedro e Paulo, apóstolos – solenidade
- 30. Santos Primeiros Mártires da Igreja de Roma
- Sexta-feira após o segundo domingo depois de Pentecostes. Sagrado Coração de Jesus – solenidade
- Sábado após o segundo domingo depois de Pentecostes Imaculado Coração de Maria – memória[5]

### Julho
- 03. São Tomé,  apóstolo – festa
- 04. Santa Isabel de Portugal
- 05. Santo Antônio Maria Zaccaria, presbítero
- 06. Santa Maria Goretti, virgem e mártir
- 09. Santos Agostinho Zhao Rong e companheiros, mártires
- 11. São Bento, abade – memória
- 13. Santo Henrique
- 14. São Camilo de Lellis, presbítero
- 15. São Boaventura, bispo e doutor da Igreja – memória
- 16. Nossa Senhora do Carmo.
- 20. Santo Apolinário, bispo e mártir
- 21. São Lourenço de Brindisi, presbítero e doutor da Igreja
- 22. Santa Maria Madalena – festa[6]
- 23. Santa Brígida, religiosa
- 24. São Charbel Makhlouf, eremita
- 25. Santiago, apóstolo – festa
- 26. Santos Joaquim e Ana, pais da B.V.M. – memória
- 29. Santos Marta, Maria e Lázaro – memória
- 30. São Pedro Crisólogo, bispo e doutor da Igreja
- 31. Santo Inácio de Loyola, presbítero – memória

### Agosto
- 01. Santo Afonso de Ligório, bispo e doutor da Igreja – memória
- 02. Santo Eusébio de Vercelli, bispo
- 02. São Pedro Julião Eymard, presbítero
- 04. São João Maria Vianney, presbítero – memória
- 05. Dedicação da Basílica de Santa Maria Maior
- 06. Transfiguração do Senhor – festa
- 07. Santos Sisto II, papa, e compañeros
- 07. São Caetano, presbítero
- 08. São Domingos, presbítero – memória
- 09. Santa Teresa Benedita da Cruz, virgem e mártir
- 10. São Lourenço, diácono e mártir – festa
- 11. Santa Clara, virgem – memória
- 12. Santa Joana Francisca de Chantal, religiosa
- 13. Santos Ponciano, papa, e Hipólito, presbítero, mártires
- 14. São Maximiliano Maria Kolbe, presbitero e mártir – memória
- 15. Assunção da B.V.M. – solenidade
- 16. Santo Estêvão da Hungria
- 19. São João Eudes, presbítero
- 20. São Bernardo, abade e doutor da Igreja – memória
- 21. São Pio X, papa – memória
- 22. Nossa Senhora Rainha – memória
- 23. Santa Rosa de Lima, virgem
- 24. São Bartolomeu, apóstolo – festa
- 25. São Luis
- 25. São José de Calasanz, presbítero
- 27. Santa Mônica – memória
- 28. Santo Agostinho, bispo e doutor da Igreja – memória
- 29. Martírio de São João Batista – memória

### Setembro
- 03. São Gregorio Magno, papa e doutor da Igreja – memória
- 05. Santa Teresa de Calcutá, virgem[7]
- 08. Natividade da Bem-aventurada Virgem Maria – festa
- 09. São Pedro Claver, presbítero
- 12. Santíssimo Nome de Maria
- 13. São João Crisóstomo, bispo e doutor da Igreja – memória
- 14. Exaltação da Santa Cruz – festa
- 15. Nossa Senhora das Dores – memória
- 16. Santos Cornélio, papa, e Cipriano, bispo, mártires – memória
- 17. São Roberto Belarmino, bispo e doutor da Igreja
- 17. Santa Hildegarda de Bingen, virgem e doutora da Igreja
- 19. São Januário, bispo e mártir
- 20. Santos André Kim Taegon, presbítero, Paulo Chong Hasang e companheiros, mártires – memória
- 21. São Mateus, apóstolo e evangelista – festa
- 23. São Pio de Pietrelcina, presbítero – memória
- 26. Santos Cosme e Damião, mártires
- 27. São Vicente de Paulo, presbítero – memória
- 28. São Venceslau, mártir
- 28. Santos Lourenço Ruiz e companheiros, mártires
- 29. Santos Miguel, Gabriel e Rafael, Arcanjos – festa
- 30. São Jerônimo, presbítero e doutor da Igreja – memória

### Outubro
- 01. Santa Teresinha do Menino Jesus, virgem e Doutora da Igreja  – memória
- 02. Santos Anjos da guarda – memória
- 04. São Francisco de Assis – memória
- 05. Santa Faustina Kowalska, virgem
- 06. São Bruno, presbítero
- 07. Nossa Senhora do Rosário – memória
- 09. Santos Dinis e companheiros, mártires
- 09. São João Leonardo, presbítero
- 11. São  João XXIII, papa – memória
- 14. São Calisto I, papa e mártir
- 15. Santa Teresa de Jesus, virgem e doutor da Igreja – memória
- 16. Santa Edviges, religiosa
- 16. Santa Margarida Maria Alacoque, virgem
- 17. Santo Inácio de Antioquia, bispo e mártir – memória
- 18. São Lucas, evangelista – festa
- 19. Santos Jean de Brébeuf, Isaac Jogues, presbíteros e mártires, e companheiros
- 19. São Paulo da Cruz, presbítero
- 22. São João Paulo II, papa
- 23. São João de Capistrano, presbítero
- 24. Santo Antônio Maria Claret, bispo
- 28. Santos Simão e Judas, apóstolos – festa

### Novembro
- 01. Todos os Santos – solenidade
- 02. Comemoração de Todos os Defuntos - equiparável a solenidade
- 03. São  Martinho de Porres, religioso
- 04. São Carlos Borromeu, bispo – memória
- 09. Dedicação da Basílica de Latrão – festa
- 10. São Leão Magno, papa e doutor da Igreja – memória
- 11. São Martinho de Tours, bispo – memória
- 12. São Josafá Kuncewicz, bispo e mártir
- 15, Santo Alberto Magno, bispo e doutor da Igreja
- 16. Santa Margarida da Escócia
- 16. Santa Gertrudes, virgem
- 17. Santa Isabel da Hungría, religiosa – memória
- 18. Dedicação das Basílicas dos Santos Pedro e Paulo, apóstolos
- 21. Apresentação de Nossa Senhora – memória
- 22. Santa Cecília, virgem e mártir – memória
- 23. São Clemente I, papa
- 23. São Columbano, abade
- 24. Santos André Dũng-Lạc e companheiros, mártires – memória
- 25. Santa Catarina de Alexandria, virgem e mártir
- 30. Santo André, apóstolo – festa
- Último domingo do Tempo ordinário (o último antes do 27 de novembro). Nosso Senhor Jesus Cristo, Rei do Universo – solenidade

### Dezembro
- 03. São Francisco Xavier, presbítero – memória
- 04. São João Damasceno, presbítero e doutor da Igreja
- 06. São Nicolau, bispo
- 07. Santo Ambrósio, bispo e doutor da Igreja – memória
- 08. Imaculada Conceição da Bem-aventurada Virgem Maria – solenidade
- 09. São Juan Diego
- 10. Nossa Senhora de Loreto
- 11. São Dâmaso I, papa
- 12. Nossa Senhora de Guadalupe
- 13. Santa Luzia, virgem e mártir
- 14. São João da Cruz
- 21. São Pedro Canísio, presbítero e doutor da Igreja
- 23. São João Câncio, presbítero
- 25. Natal do Senhor – solenidade
- 26. Santo Estêvão, o primeiro mártir – festa
- 27. São João, apóstolo e evangelista – festa
- 28. Santos Inocentes, mártires – festa
- 29. São Tomás Becket, bispo e mártir
- 31. São Silvestre I, papa
- Domingo na oitava do Natal ou, se não houver, 30 de dezembro. Sagrada Familia de Jesus, Maria e José – festa